# Jean-Berthold Mahn
Pour les articles homonymes, voir Mahn.
Ne pas confondre avec Berthold Mahn, son père.
Jean-Berthold Mahn est un historien français né le 21 octobre 1911 à Paris XIe et mort au combat le 23 avril 1944 à Castelforte, au sein de l'Armée française de la Libération.

## Biographie

### Origines et jeunesse (1911-1935)

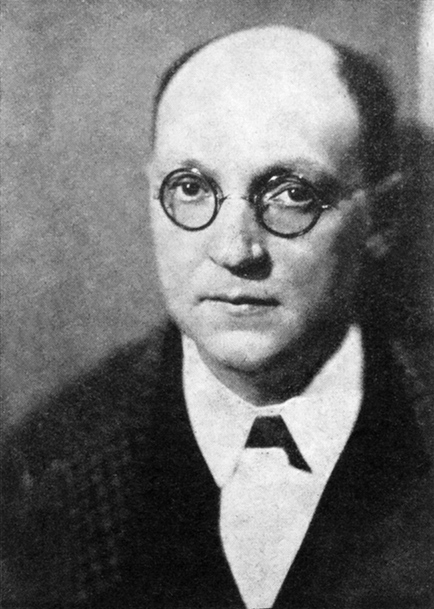
Georges Duhamel, le médecin l’ayant fait naître.

Fils de Berthold Mahn, Berthold Émile Lucien Jean Mahn naît le 21 octobre 1911 dans le 6e arrondissement de Paris, « dans les mains du médecin Georges Duhamel ».
Élève du lycée Louis-le-Grand, de la Sorbonne, puis de l'École nationale des chartes, il en sort archiviste paléographe (major de la promotion 1935) avec une thèse sur L’Exemption et le Gouvernement de l’ordre cistercien aux XIIe et XIIIe siècles (1119-1265).
Fiancé à Marianne Lot à l'automne 1934, il doit se convertir au christianisme pour l'épouser, ce qui advient le 27 octobre 1936

### Années d'enseignement (1935-1942)
Se destinant à l'enseignement, il fait son service militaire à Metz. Nommé membre de l'École française de Rome (62e promotion, 1935-1937), il se rend dans cette ville avec sa femme en 1936-1937, où il retrouve son camarade chartiste Pierre Breillat ou Pierre Grimal, et où il consacre son mémoire aux « figures cisterciennes de l'église des Quatre-Saints-Couronnés ». Son passage à l'École est néanmoins écourté d'un an.
En parallèle, il obtient l'agrégation d'histoire et géographie (1938), puis devient professeur au lycée de Reims, au lycée Faidherbe de Lille et chargé de cours d'histoire du Moyen Âge à la Faculté des lettres de cette ville (1939) ; il est nommé à la Commission historique du Nord. Mobilisé en 1939-1940, il trouve refuge à Boisséjour (hameau de Ceyrat, dans le Puy-de-Dôme) en 1940-1942, où il enseigne par correspondance et accueille son beau-frère Boris Vildé, entré en résistance dans le Réseau du musée de l'Homme ; lui préfère ne pas entrer dans la clandestinité.

### Madrid (1942-1943)

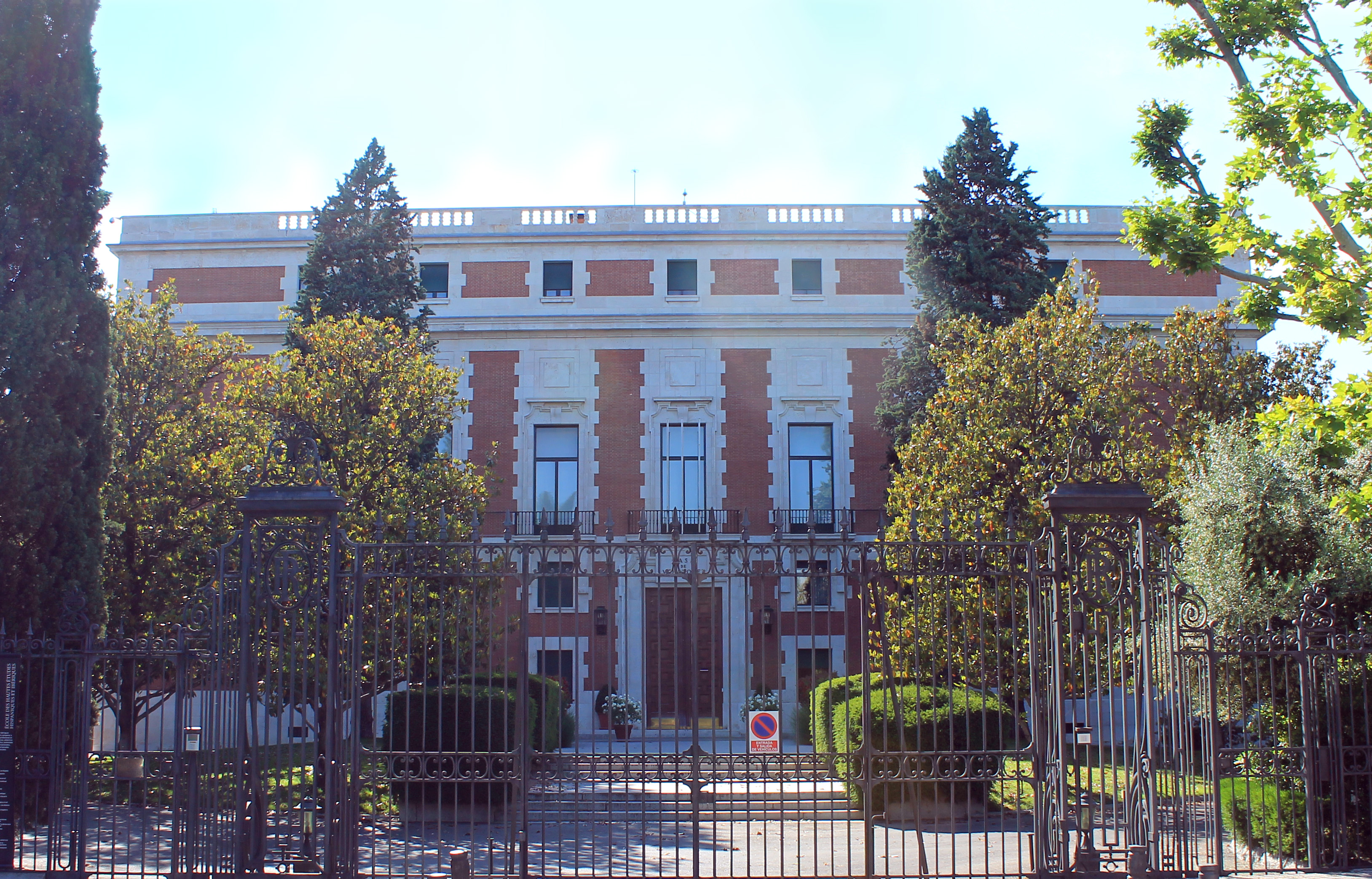
La Casa de Velázquez.

En 1942, il gagne Madrid après l'exécution de son beau-frère Boris Vildé condamné pour fait de résistance par un tribunal allemand.
Il y donne des leçons de français et travaille sur sa thèse — qu'il ne soutiendra pas — à la Casa de Velázquez, dont il est pensionnaire, et où il appartient à la trente-deuxième promotion de l'École des hautes études ibériques (1941-1942),.

### Engagement et mort au combat (1943-1944)
En août de l'année suivante, sur le conseil d'un prêtre espagnol, il rejoint avec Marianne le Maroc, où il s'engage dans l'armée.
Appartenant au 1er régiment de tirailleurs marocains, rattaché au Corps expéditionnaire français en Italie du maréchal Juin, il passe en Corse puis en Italie.
Tombé dans une embuscade au retour d'une patrouille, il meurt au combat le 23 avril 1944 à Castelforte, dans la province de Latina, âgé de trente-deux ans. Un service funèbre est célébré à Madrid en présence de Jacques Truelle, représentant du Comité français de Libération nationale. « Mort pour la France », Il est l'un des cinq cent soixante « écrivains morts au champ d'honneur » dont le nom est cité au Panthéon. Marianne apprend sa mort le 2 mai ; dès lors, elle « s'attache à la publication » de son œuvre et à la perpétuation de sa mémoire.

## Publications
- Avec Louis Halphen, Initiation aux études d'histoire du Moyen Âge, Paris, Presses universitaires de France, coll. « Guide de l'étudiant », 1940, 142 p. (BNF 32408463)
- L'Ordre cistercien et son gouvernement : des origines au milieu du XIIIe siècle, 1098-1265  (éd. Louis Halphen), Paris, De Boccard, coll. « Bibliothèque des Écoles françaises d'Athènes et de Rome » (no 161), 1945 (réimpr. 1951, 1982), VII + 320 (BNF 32408465)  — édition posthume.
- Le Pape Benoît XII et les Cisterciens  (éd. Marianne Mahn-Lot), Paris, Champion, coll. « Bibliothèque de l'École des hautes études » (no 295), 1949, 152 p. (BNF 33886874)  — édition posthume.

## Distinctions

### Décorations
- Chevalier de la Légion d'honneur avec citation (1944, posthume)[2],[20]
- Croix de guerre 1939–1945 avec palme (1944, posthume)[2],[20]

### Prix
- Premier prix Gobert 1946 de l'Académie des inscriptions et belles-lettres (posthume) pour L'Ordre cistercien et son gouvernement[21]